# چوندو (فکه)
چوندو (به ترکی استانبولی: Çondu) یک منطقهٔ مسکونی در ترکیه است که در فکه، ترکیه واقع شده‌است.